# Sommer-Universiade 2011/Leichtathletik

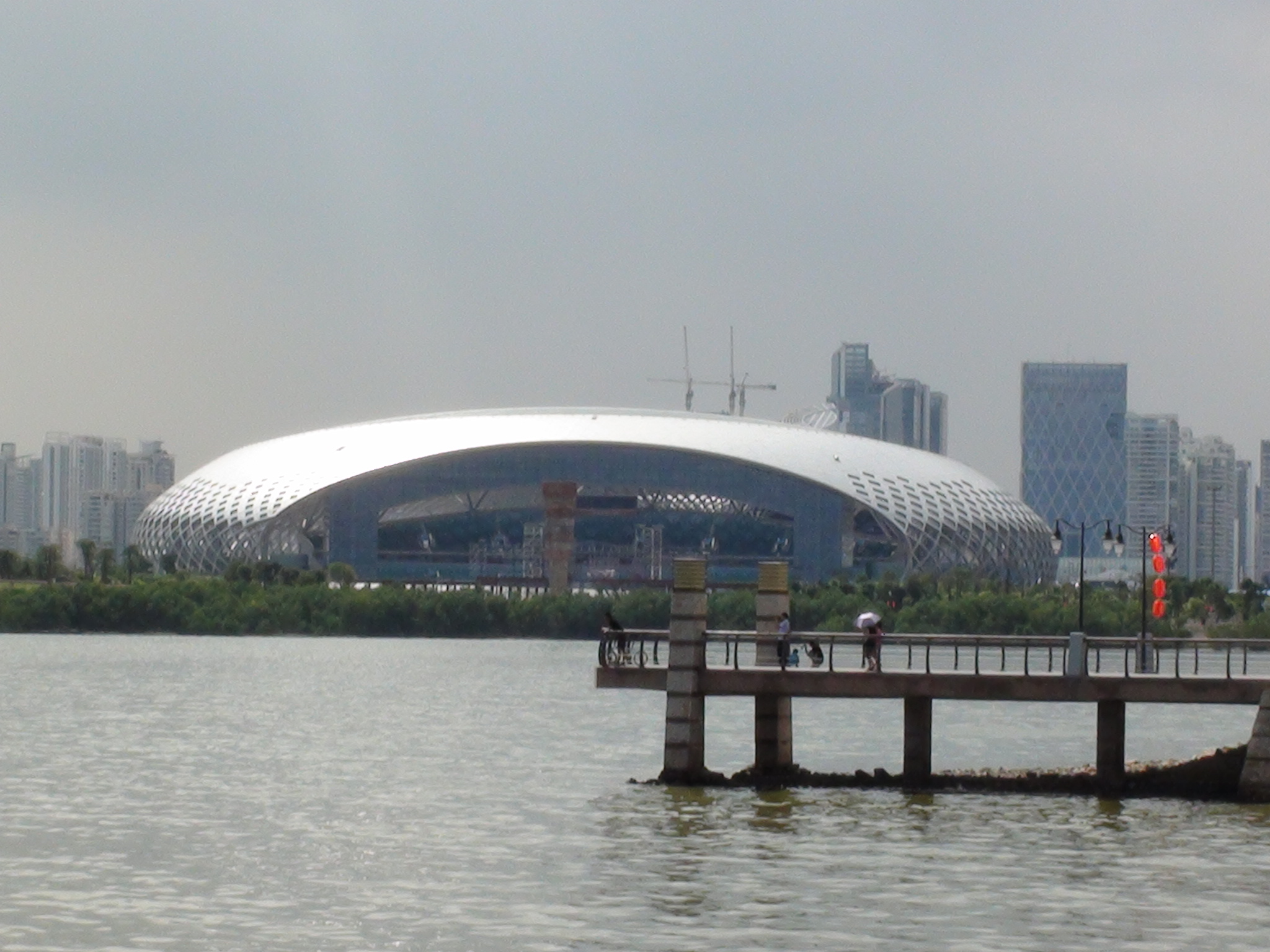
Shenzhen Bay Sports Center (2011)

Die Leichtathletik-Wettbewerbe der Sommer-Universiade 2011 fanden vom 16. bis zum 21. August statt. Austragungsstätte war mit Ausnahme der Straßenwettbewerbe das Shenzhen Universiade Sports Center.

## Ergebnisse Männer

### 100 m
| Platz | Athlet               | Land | Zeit (s) |
| ----- | -------------------- | ---- | -------- |
| 1     | Jacques Harvey       | JAM  | 10,14    |
| 2     | Rytis Sakalauskas    | LTU  | 10,14 NR |
| 3     | Su Bingtian          | CHN  | 10,27    |
| 4     | Ronalds Arājs        | LAT  | 10,29    |
| 5     | James Alaka          | GBR  | 10,29    |
| 6     | Ogho-Oghene Egwero   | NGR  | 10,35    |
| 7     | Simon Magakwe        | RSA  | 10,49    |
| 8     | Dontae Richards-Kwok | CAN  | 10,60    |

Finale: 17. August
Wind: −0,2 m/s

### 200 m
| Platz | Athlet             | Land | Zeit (s) |
| ----- | ------------------ | ---- | -------- |
| 1     | Rasheed Dwyer      | JAM  | 20,20 PB |
| 2     | Thuso Mpuang       | RSA  | 20,59    |
| 2     | Jason Young        | JAM  | 20,59    |
| 4     | James Alaka        | GBR  | 20,67    |
| 5     | Oluwasegun Makinde | CAN  | 20,83    |
| 6     | Reza Ghasemi       | IRI  | 20,88 NR |
| 7     | Hua Wilfried Koffi | CIV  | 21,02    |
| 8     | Marek Niit         | EST  | 21,09    |

Finale: 19. August
Wind: −0,3 m/s

### 400 m
| Platz | Athlet              | Land | Zeit (s) |
| ----- | ------------------- | ---- | -------- |
| 1     | Marcell Deák Nagy   | HUN  | 45,50    |
| 2     | Peter Matthews      | JAM  | 45,62 PB |
| 3     | Sean Wroe           | AUS  | 45,93 SB |
| 4     | Walentin Krugljakow | RUS  | 45,94 PB |
| 5     | Brian Gregan        | IRL  | 45,96 PB |
| 6     | Joey Jacob Hughes   | USA  | 45,99    |
| 7     | Anderson Henriques  | BRA  | 46,01    |
| 8     | Obakeng Ngwigwa     | BOT  | 46,51    |

Finale: 18. August

### 800 m
| Platz | Athlet               | Land | Zeit (min) |
| ----- | -------------------- | ---- | ---------- |
| 1     | Lachlan Renshaw      | AUS  | 1:46,36    |
| 2     | Teng Haining         | CHN  | 1:46,62 PB |
| 3     | Fred Samoei          | KEN  | 1:46,72    |
| 4     | Casimir Loxsom       | USA  | 1:46,73    |
| 5     | Lutimar Paes         | BRA  | 1:47,23    |
| 6     | Wjatscheslaw Sokolow | RUS  | 1:47,80    |
| 7     | Sören Ludolph        | GER  | 1:48,33    |
| 8     | Ryan Martin          | USA  | 1:51,89    |

Finale: 21. August

### 1500 m
| Platz | Athlet             | Land | Zeit (min) |
| ----- | ------------------ | ---- | ---------- |
| 1     | Imad Touil         | ALG  | 3:48,13    |
| 2     | Abdelmadjed Touil  | ALG  | 3:48,24    |
| 3     | Walentin Smirnow   | RUS  | 3:48,45    |
| 4     | Teng Haining       | CHN  | 3:48,71    |
| 5     | Artur Ostrowski    | POL  | 3:48,81    |
| 6     | Dmitrijs Jurkevičs | LAT  | 3:49,35    |
| 7     | David Bishop       | GBR  | 3:49,61    |
| 8     | Kris Gauson        | GBR  | 3:49,84    |

Finale: 18. August

### 5000 m
| Platz | Athlet                   | Land | Zeit (min)  |
| ----- | ------------------------ | ---- | ----------- |
| 1     | Andrew Vernon            | GBR  | 14:00,06    |
| 2     | Jewgeni Rybakow          | RUS  | 14:00,60    |
| 3     | Stefano La Rosa          | ITA  | 14:02,95    |
| 4     | Tiidrek Nurme            | EST  | 14:05,03    |
| 5     | Andrei Safronow          | RUS  | 14:08,07    |
| 6     | Hugo Beamish             | NZL  | 14:08,72 SB |
| 7     | Mohammed Meftah el-Khair | MAR  | 14:08,89    |
| 8     | Tariq Ahmed al-Amri      | KSA  | 14:11,06    |

Finale: 21. August

### 10.000 m
| Platz | Athlet            | Land | Zeit (min)  |
| ----- | ----------------- | ---- | ----------- |
| 1     | Suguru Ōsako      | JPN  | 28:42,83 SB |
| 2     | Stephen Mokoka    | RSA  | 28:53,09    |
| 3     | Ahmed Tamri       | MAR  | 29:06,20    |
| 4     | Jewgeni Rybakow   | RUS  | 29:10,86    |
| 5     | Tetsuya Yoroizaka | JPN  | 29:32,21    |
| 6     | Gladwin Mzazi     | RSA  | 29:34,65    |
| 7     | Joseph Chebet     | UGA  | 30:03,52    |
| 8     | Rolf Rüfenacht    | SUI  | 30:18,24 SB |

17. August

### Halbmarathon
| Platz | Athlet            | Land | Zeit (h) |
| ----- | ----------------- | ---- | -------- |
| 1     | Ahmed Tamri       | MAR  | 1:06:20  |
| 2     | Fatih Bilgiç      | TUR  | 1:06:20  |
| 3     | Tsubasa Hayakawa  | JPN  | 1:06:25  |
| 4     | Hiromitsu Kakuage | JPN  | 1:06:38  |
| 5     | Gladwin Mzazi     | RSA  | 1:07:32  |
| 6     | Takehiro Deki     | JPN  | 1:07:34  |
| 7     | Yo Yazawa         | JPN  | 1:08:03  |
| 8     | Denis Mayaud      | FRA  | 1:09:08  |

21. August

### Halbmarathon Teamwertung
| Platz | Land                | Athleten | Zeit (h) |
| ----- | ------------------- | --- | -------- |
| 1     | Japan               | Tsubasa Hayakawa – 1:06:25 (3.) Hiromitsu Kakuage – 1:06:38 (4.) Takehiro Deki – 1:07:34 (6.) Yo Yazawa – 1:08:03 (7.)          | 3:20:37  |
| 2     | Volksrepublik China | Bian Qi – 1:09:13 (9.) Zheng Guojun – 1:13:07 (13.) Yan Jun – 1:15:05 (16.) Gao Laiyuan – 1:17:35 (18.) Yang Le – 1:21:43 (21.) | 3:37:25  |

### 20 km Gehen
| Platz | Athlet            | Land | Zeit (h) |
| ----- | ----------------- | ---- | -------- |
| 1     | Michail Ryschow   | RUS  | 1:24:26  |
| 2     | Andrés Chocho     | ECU  | 1:24:44  |
| 3     | Moacir Zimmermann | BRA  | 1:25:06  |
| 4     | Iñaki Gómez       | CAN  | 1:26:21  |
| 5     | Marius Žiūkas     | LTU  | 1:26:30  |
| 6     | Cai Zelin         | CHN  | 1:26:55  |
| 7     | Caio Bonfim       | BRA  | 1:27:19  |
| 8     | Jakub Jelonek     | POL  | 1:27:26  |

18. August
Der Russe Andrei Kriwow überquerte die Ziellinie in 1:24:15 h als Erster, sein Ergebnis wurde aber im Jahr 2017 vom Internationalen Sportgerichtshof wegen Unregelmäßigkeiten im biologischen Pass annulliert.

### 20 km Gehen Teamwertung
| Platz | Land                | Athleten                                                                                            | Zeit (h) |
| ----- | ------------------- | --------------------------------------------------------------------------------------------------- | -------- |
| 1     | Volksrepublik China | Cai Zelin – 1:26:55 (6.) Yu Wei – 1:28:51 (11.) Niu Wenbin – 1:29:10 (12.) Yang Tao – 1:33:01 (19.) | 4:24:56  |

### 110 m Hürden
| Platz | Athlet           | Land | Zeit (s) |
| ----- | ---------------- | ---- | -------- |
| 1     | Hansle Parchment | JAM  | 13,24 PB |
| 2     | Jiang Fan        | CHN  | 13,55    |
| 3     | Ronald Brookins  | USA  | 13,56    |
| 4     | Dimitri Bascou   | FRA  | 13,60    |
| 5     | Emanuele Abate   | ITA  | 13,63    |
| 6     | Balázs Baji      | HUN  | 13,71    |
| 7     | Gianni Frankis   | GBR  | 13,79    |
| 8     | Jorge McFarlane  | PER  | 13,82    |

Finale: 20. August
Wind: −0,3 m/s

### 400 m Hürden
| Platz | Athlet             | Land | Zeit (s) |
| ----- | ------------------ | ---- | -------- |
| 1     | Jeshua Anderson    | USA  | 49,03    |
| 2     | Takayuki Kishimoto | JPN  | 49,52    |
| 3     | Kurt Couto         | MOZ  | 49,61    |
| 4     | João Ferreira      | POR  | 49,63 PB |
| 5     | Richard Davenport  | GBR  | 49,98    |
| 6     | Emir Bekrić        | SRB  | 50,20    |
| 7     | Jorge Paula        | POR  | 50,69    |
| 8     | Michaël Bultheel   | BEL  | 54,39    |

Finale: 19. August

### 3000 m Hindernis
| Platz | Athlet            | Land | Zeit (min) |
| ----- | ----------------- | ---- | ---------- |
| 1     | Alberto Paulo     | POR  | 8:32,26    |
| 2     | Halil Akkaş       | TUR  | 8:34,57 SB |
| 3     | Nikolai Tschawkin | RUS  | 8:35,10    |
| 4     | Sebastián Martos  | ESP  | 8:44,44    |
| 5     | Patrick Nasti     | ITA  | 8:45,06    |
| 6     | Dean Brummer      | RSA  | 8:47,24    |
| 7     | Edwin Molepo      | RSA  | 8:47,50    |
| 8     | Rabia Makhloufi   | ALG  | 8:50,71    |

Finale: 20. August
Den dritten Platz erlief sich zunächst der Russe Ildar Minschin in 8:34,86 min, 2016 wurde er aber wegen Unregelmäßigkeiten im biologischen Pass disqualifiziert.

### 4 × 100 m Staffel
| Platz | Land                | Athleten | Zeit (s) |
| ----- | ------------------- | --- | -------- |
| 1     | Südafrika           | Hannes Dreyer Simon Magakwe Rapula Sefanyetso Thuso Mpuang                                                   | 39,25    |
| 2     | Volksrepublik China | Yang Yang Huan Minhua Chang Pengben (Finale) Zheng Dongsheng Kao Haichao (Vorlauf)                           | 39,39    |
| 3     | Hongkong            | Yik Siu Keung Lai Chun Ho Leung Ki Ho Ho Man Lok                                                             | 39,44    |
| 4     | Singapur            | Calvin Kang Li Loong Jamal Amirudin Lee Cheng Wei Gary Yeo Foo Ee                                            | 40,44    |
| 5     | Botswana            | Goabaone Moitoi Thapelo Ketlogetswe Tirafalo Batsholelwang Keene Motukisi                                    | 41,73    |
|       | Litauen             | Egidijus Dilys (Finale) Rytis Sakalauskas Martas Skrabulis Martynas Jurgilas Aivaras Pranckevičius (Vorlauf) | DSQ 1    |
|       | Russland            | Alexander Brednew Konstantin Petrjaschow Roman Smirnow Alexander Chjutte                                     | DSQ 1    |
|       | Thailand            | Weerawat Pharueang Wachara Sondee Sompote Suwannarangsri Suppachai Chimdee                                   | DSQ 1    |

Finale: 21. August

### 4 × 400 m Staffel
| Platz | Land                   | Athleten | Zeit (min) |
| ----- | ---------------------- | --- | ---------- |
| 1     | Russland               | Alexander Sigalowski (Finale) Dmitri Burjak Artjom Waschow Walentin Krugljakow Alexei Kenig (Vorlauf)           | 3:04,51    |
| 2     | Japan                  | Hiroyuki Nakano Shintaro Horie Hideyuki Hirose Takatoshi Abe                                                    | 3:05,16    |
| 3     | Südafrika              | Shane Victor André Olivier (Finale) Pieter Beneke Willem de Beer Tlou Seloba (Vorlauf)                          | 3:05,61    |
| 4     | Botswana               | Tirafalo Batsholelwang Obakeng Ngwigwa Otlaadisa Segosebe (Finale) Thapelo Ketlogetswe Keene Motukisi (Vorlauf) | 3:07,13    |
| 5     | Vereinigtes Königreich | Niall Flannery Gianni Frankis (Finale) Rion Pierre Joe Thomas David Bishop (Vorlauf)                            | 3:08,68    |
| 6     | Südkorea               | Lee Moo-yong Seong Hyeok-je Choi Su-chang Lee Jae-ha                                                            | 3:12,86    |
| 7     | Sri Lanka              | Dinesh Gamacharige Mahesh Walahanduwa Tyrrone Tharmarathnam Sathasivam Sivashanger                              | 3:27,54    |
|       | Saudi-Arabien          | | DNS        |

Finale: 21. August

### Hochsprung
| Platz | Athlet              | Land | Höhe (m) |
| ----- | ------------------- | ---- | -------- |
| 1     | Bohdan Bondarenko   | UKR  | 2,28     |
| 2     | Wojciech Theiner    | POL  | 2,26 SB  |
| 3     | Sergei Mudrow       | RUS  | 2,24     |
| 4     | Wang Yu             | CHN  | 2,24     |
| 5     | Raivydas Stanys     | LTU  | 2,24     |
| 6     | Keyvan Ghanbarzadeh | IRI  | 2,20 =PB |
| 7     | Jin Qichao          | CHN  | 2,20     |
| 8     | Eduard Maltschenko  | RUS  | 2,20     |

Finale: 18. August

### Stabhochsprung
| Platz | Athlet              | Land | Höhe (m) |
| ----- | ------------------- | ---- | -------- |
| 1     | Łukasz Michalski    | POL  | 5,75 SB  |
| 2     | Mateusz Didenkow    | POL  | 5,75 PB  |
| 2     | Alexander Gripitsch | RUS  | 5,75 =PB |
| 4     | Wiktor Koslitin     | RUS  | 5,55     |
| 5     | Panagiotis Laskaris | GRE  | 5,35     |
| 5     | Nikandros Stylianou | CYP  | 5,35 PB  |
| 7     | Jin Min-sub         | KOR  | 5,35 PB  |
| 8     | Albert Vélez        | ESP  | 5,35     |

Finale: 20. August

### Weitsprung
| Platz | Athlet               | Land | Weite (m) |
| ----- | -------------------- | ---- | --------- |
| 1     | Su Xiongfeng         | CHN  | 8,17      |
| 2     | Marquise Goodwin     | USA  | 8,03      |
| 3     | Julian Reid          | GBR  | 7,96      |
| 4     | Stanley Gbagbeke     | NGR  | 7,96      |
| 5     | Pawel Karawajew      | RUS  | 7,93      |
| 6     | Supanara Sukhasvasti | THA  | 7,89      |
| 7     | Zarck Visser         | RSA  | 7,81      |
| 8     | Darius Aučyna        | LTU  | 7,76      |

Finale: 21. August

### Dreisprung
| Platz | Athlet               | Land | Weite (m) |
| ----- | -------------------- | ---- | --------- |
| 1     | Nelson Évora         | POR  | 17,31 SB  |
| 2     | Wiktor Kusnjezow     | UKR  | 16,89     |
| 3     | Jewgeni Ektow        | KAZ  | 16,83     |
| 4     | Jewhen Semenenko     | UKR  | 16,69     |
| 5     | Julian Reid          | GBR  | 16,61     |
| 6     | Elvijs Misāns        | LAT  | 16,58 PB  |
| 7     | Gaëtan Saku Bafuanga | FRA  | 16,34     |
| 8     | Dong Bin             | CHN  | 16,32     |

Finale: 18. August

### Kugelstoßen
| Platz | Athlet            | Land | Weite (m) |
| ----- | ----------------- | ---- | --------- |
| 1     | O’Dayne Richards  | JAM  | 19,93 PB  |
| 2     | Soslan Zirichow   | RUS  | 19,80     |
| 3     | Mason Finley      | USA  | 19,72     |
| 4     | Alexander Lobynja | RUS  | 19,71     |
| 5     | Daniel Vanek      | SVK  | 19,09     |
| 6     | Damian Kusiak     | POL  | 19,04     |
| 7     | Jaco Engelbrecht  | RSA  | 18,97     |
| 8     | Hüseyin Atıcı     | TUR  | 18,96 NR  |

Finale: 16. August

### Diskuswurf
| Platz | Athlet                | Land | Weite (m) |
| ----- | --------------------- | ---- | --------- |
| 1     | Märt Israel           | EST  | 64,07     |
| 2     | Przemysław Czajkowski | POL  | 63,62     |
| 3     | Ronald Julião         | BRA  | 63,30 NR  |
| 4     | Mykyta Nesterenko     | UKR  | 62,60 SB  |
| 5     | Robert Urbanek        | POL  | 62,17     |
| 6     | Apostolos Parellis    | CYP  | 61,44 SB  |
| 7     | Giovanni Faloci       | ITA  | 60,27     |
| 8     | Mason Finley          | USA  | 59,17     |

Finale: 21. August

### Hammerwurf
| Platz | Athlet              | Land | Weite (m) |
| ----- | ------------------- | ---- | --------- |
| 1     | Paweł Fajdek        | POL  | 78,14     |
| 2     | Marcel Lomnický     | SVK  | 73,90     |
| 3     | Lorenzo Povegliano  | ITA  | 73,39     |
| 4     | Sjarhej Kalamojez   | BLR  | 72,23     |
| 5     | Dmitri Welikopolski | RUS  | 72,17     |
| 6     | Juha Kauppinen      | FIN  | 71,55     |
| 7     | Tuomas Seppänen     | FIN  | 71,04     |
| 8     | Kaveh Mousavi       | IRI  | 68,80     |

17. August

### Speerwurf
| Platz | Athlet            | Land | Weite (m) |
| ----- | ----------------- | ---- | --------- |
| 1     | Fatih Avan        | TUR  | 83,79     |
| 2     | Roman Awramenko   | UKR  | 81,42     |
| 3     | Igor Janik        | POL  | 79,65     |
| 4     | Risto Mätas       | EST  | 78,99     |
| 5     | Mihkel Kukk       | EST  | 77,93     |
| 6     | Leslie Copeland   | FIJ  | 76,75     |
| 7     | Juan José Méndez  | MEX  | 76,46     |
| 8     | Łukasz Grzeszczuk | POL  | 75,65     |

Finale: 19. August

### Zehnkampf
| Platz | Athlet             | Land | Punkte  |
| ----- | ------------------ | ---- | ------- |
| 1     | Wassili Charlamow  | RUS  | 8166 PB |
| 2     | Gaël Querin        | FRA  | 7857    |
| 3     | Michail Logwinenko | RUS  | 7835 SB |
| 4     | Cedric Nolf        | BEL  | 7818 PB |
| 5     | Ashley Bryant      | GBR  | 7789 PB |
| 6     | Mikalaj Schubjanok | BLR  | 7620    |
| 7     | Stephen Cain       | AUS  | 7561    |
| 8     | Simon Walter       | SUI  | 7451    |

17./18. August

## Ergebnisse Frauen

### 100 m
| Platz | Athletin            | Land | Zeit (s)  |
| ----- | ------------------- | ---- | --------- |
| 1     | Carrie Russell      | JAM  | 11,05 =PB |
| 2     | Chrystyna Stuj      | UKR  | 11,34 SB  |
| 3     | Lina Grinčikaitė    | LTU  | 11,44     |
| 4     | Shayla Mahan        | USA  | 11,45     |
| 5     | Rosângela Santos    | BRA  | 11,48     |
| 6     | Andreea Ogrăzeanu   | ROU  | 11,49     |
| 7     | Natalija Pohrebnjak | UKR  | 11,50     |
| 8     | Jewgenija Poljakowa | RUS  | 11,51     |

Finale: 17. August
Wind: −0,7 m/s

### 200 m
| Platz | Athletin            | Land | Zeit (s)  |
| ----- | ------------------- | ---- | --------- |
| 1     | Anneisha McLaughlin | JAM  | 22,54 =PB |
| 2     | Tiffany Townsend    | USA  | 22,96     |
| 3     | Anna Kaigorodowa    | RUS  | 23,16 PB  |
| 4     | Jelysaweta Bryshina | UKR  | 23,28     |
| 5     | Anastasia Le-Roy    | JAM  | 23,32     |
| 6     | Margaret Adeoye     | GBR  | 23,49     |
| 7     | Amy Foster          | IRL  | 23,58     |
| 8     | Emily Diamond       | GBR  | 23,58     |

Finale: 19. August
Wind: +0,7 m/s

### 400 m
| Platz | Athletin         | Land | Zeit (s)  |
| ----- | ---------------- | ---- | --------- |
| 1     | Olga Topilskaja  | RUS  | 51,63     |
| 2     | Jelena Migunowa  | RUS  | 51,77 SB  |
| 3     | Diamond Dixon    | USA  | 52,76     |
| 4     | Amonn Nelson     | CAN  | 52,98     |
| 5     | Jenna Martin     | CAN  | 53,11     |
| 6     | Caitlin Sargent  | AUS  | 53,29     |
| 7     | Maris Mägi       | EST  | 53,92     |
|       | Olga Tereschkowa | KAZ  | 52,36 DSQ |

Finale: 18. August
Die Kasachin Olga Tereschkowa überquerte den Zielstrich als Dritte, wurde aber nach einer bereits im Vormonat bei den Asienmeisterschaften abgegebenen positiven Dopingprobe nachträglich disqualifiziert.

### 800 m
| Platz | Athletin         | Land | Zeit (min) |
| ----- | ---------------- | ---- | ---------- |
| 1     | Olha Sawhorodnja | UKR  | 1:59,56 PB |
| 2     | Jelena Kofanowa  | RUS  | 1:59,94    |
| 3     | Lilija Lobanowa  | UKR  | 2:00,42    |
| 4     | Eglė Balčiūnaitė | LTU  | 2:01,68    |
| 5     | Zhao Jing        | CHN  | 2:02,10 SB |
| 6     | Helen Crofts     | CAN  | 2:04,40    |
| 7     | Anne Kesselring  | GER  | 2:05,33    |
| 8     | Merve Aydın      | TUR  | 2:11,91    |

Finale: 18. August

### 1500 m
| Platz | Athletin               | Land | Zeit (min) |
| ----- | ---------------------- | ---- | ---------- |
| 1     | Hanna Mischtschenko    | UKR  | 4:05,91    |
| 2     | Denise Krebs           | GER  | 4:07,70 PB |
| 3     | Liu Fang               | CHN  | 4:07,90 PB |
| 4     | Tereza Čapková         | CZE  | 4:08,89 PB |
| 5     | Stacey Smith           | GBR  | 4:10,34    |
| 6     | Kate van Buskirk       | CAN  | 4:12,28 PB |
| 7     | Katarzyna Broniatowska | POL  | 4:20,01    |
| 8     | Heidi Eriksson         | FIN  | 4:21,19    |

Finale: 21. August
Gold gewann ursprünglich die Türkin Aslı Çakır Alptekin in 4:05,56 min, Bronze sicherte sich die Russin Jekaterina Gorbunowa mit 4:06,16 min und auf Platz 4 lief die ebenfalls für Russland antretende Jelena Arschakowa in 4:07,69 min ein. Alle drei wurden später wegen Verstößen gegen die Anti-Doping-Bestimmungen disqualifiziert. Auch die Ukrainerin Anschelika Schewtschenko wurde nachträglich wegen Dopings disqualifiziert.

### 5000 m
| Platz | Athletin          | Land | Zeit (min)  |
| ----- | ----------------- | ---- | ----------- |
| 1     | Binnaz Uslu       | TUR  | 15:41,15 PB |
| 2     | Sara Moreira      | POR  | 15:45,83    |
| 3     | Natalja Popkowa   | RUS  | 15:52,55    |
| 4     | Stevie Stockton   | GBR  | 15:59,22    |
| 5     | Layes Abdullayeva | AZE  | 16:03,13    |
| 6     | Hanae Tanaka      | JPN  | 16:04,05    |
| 7     | Alfija Chassanowa | RUS  | 16:10,60    |
| 8     | Roxana Bârcă      | ROU  | 16:11,94    |

Finale: 20. August

### 10.000 m
| Platz | Athletin        | Land | Zeit (min) |
| ----- | --------------- | ---- | ---------- |
| 1     | Fadime Suna     | TUR  | 33:11,92   |
| 2     | Hanae Tanaka    | JPN  | 33:15,57   |
| 3     | Mai Ishibashi   | JPN  | 33:41,90   |
| 4     | Triyaningsih    | INA  | 34:04,92   |
| 5     | Jiang Xiaoli    | CHN  | 34:05,60   |
| 6     | Danielle Trevis | NZL  | 35:05,19   |
| 7     | Giovanna Epis   | ITA  | 35:46,28   |
| 8     | Volha Minina    | BLR  | 36:17,46   |

16. August

### Halbmarathon
| Platz | Athletin        | Land | Zeit (h)   |
| ----- | --------------- | ---- | ---------- |
| 1     | Ro Un-ok        | PRK  | 1:16:38    |
| 2     | Jin Lingling    | CHN  | 1:16:42    |
| 3     | Sayo Nomura     | JPN  | 1:16:48    |
| 4     | Machiko Iwakawa | JPN  | 1:16:53    |
| 5     | Aki Otagiri     | JPN  | 1:17:02    |
| 6     | Jiang Xiaoli    | CHN  | 1:17:57 PB |
| 7     | Shiho Takechi   | JPN  | 1:18:16    |
| 8     | Li Zhenzhu      | CHN  | 1:18:30    |

21. August

### Halbmarathon Teamwertung
| Platz | Land                | Athleten | Zeit (h) |
| ----- | ------------------- | --- | -------- |
| 1     | Japan               | Sayo Nomura – 1:16:48 (3.) Machiko Iwakawa – 1:16:53 (4.) Aki Otagiri – 1:17:02 (5.) Shiho Takechi – 1:18:16 (7.)                   | 3:50:43  |
| 2     | Volksrepublik China | Jin Lingling – 1:16:42 (2.) Jiang Xiaoli – 1:17:57 (6.) Li Zhenzhu – 1:18:30 (8.) Jin Yuan – 1:20:28 (11.) Sun Juan – 1:23:18 (15.) | 3:53:09  |

### 20 km Gehen
| Platz | Athletin            | Land | Zeit (h) |
| ----- | ------------------- | ---- | -------- |
| 1     | Júlia Takács        | ESP  | 1:33:51  |
| 2     | Tatjana Schemjakina | RUS  | 1:34:23  |
| 3     | Lucie Pelantová     | CZE  | 1:36:14  |
| 4     | Shi Yang            | CHN  | 1:37:35  |
| 5     | Yang Yawei          | CHN  | 1:39:45  |
| 6     | Federica Ferraro    | ITA  | 1:40:40  |
| 7     | Agnieszka Szwarnóg  | POL  | 1:41:21  |
| 8     | Wang Shanshan       | CHN  | 1:41:37  |

19. August
Bronze ging ursprünglich an die Russin Nina Ochotnikowa (1:35:10 h), ihr Ergebnis wurde aber 2015 wegen Unregelmäßigkeiten im biologischen Pass annulliert.

### 20 km Gehen Teamwertung
| Platz | Land                | Athleten                                                                       | Zeit (h) |
| ----- | ------------------- | ------------------------------------------------------------------------------ | -------- |
| 1     | Volksrepublik China | Shi Yang – 1:37:35 (4.) Yang Yawei – 1:39:45 (5.) Wang Shanshan – 1:41:37 (8.) | 4:58:57  |

### 100 m Hürden
| Platz | Athletin              | Land | Zeit (s) |
| ----- | --------------------- | ---- | -------- |
| 1     | Nia Ali               | USA  | 12,85    |
| 2     | Natalja Iwoninskaja   | KAZ  | 13,16    |
| 3     | Christina Manning     | USA  | 13,17    |
| 4     | Swetlana Topilina     | RUS  | 13,23    |
| 5     | Kazjaryna Paplauskaja | BLR  | 13,24    |
| 6     | Nevin Yanıt           | TUR  | 13,27    |
| 7     | Beate Schrott         | AUT  | 13,34    |
|       | Indira Spence         | JAM  | DNS      |

Finale: 19. August
Wind: −1,3 m/s

### 400 m Hürden
| Platz | Athletin            | Land | Zeit (s) |
| ----- | ------------------- | ---- | -------- |
| 1     | Hanna Jaroschtschuk | UKR  | 55,15    |
| 2     | Irina Dawydowa      | RUS  | 55,50    |
| 3     | Nagihan Karadere    | TUR  | 55,81    |
| 4     | Sara Slott Petersen | DEN  | 56,54 SB |
| 5     | Wenda Theron        | RSA  | 56,76    |
| 6     | Anastassija Ott     | RUS  | 56,79    |
| 7     | Tina Polak          | POL  | 57,02    |
| 8     | Meghan Beesley      | GBR  | 59,21    |

Finale: 18. August

### 3000 m Hindernis
| Platz | Athletin          | Land | Zeit (min) |
| ----- | ----------------- | ---- | ---------- |
| 1     | Binnaz Uslu       | TUR  | 9:33,50 PB |
| 2     | Ljudmila Kusmina  | RUS  | 9:44,77    |
| 3     | Jin Yuan          | CHN  | 9:45,21 SB |
| 4     | Giulia Martinelli | ITA  | 9:46,07 PB |
| 5     | Li Zhenzhu        | CHN  | 9:50,44 SB |
| 6     | Sabine Heitling   | BRA  | 9:52,19    |
| 7     | Lennie Waite      | GBR  | 9:58,29    |
| 8     | Eva Krchová       | CZE  | 10:00,66   |

Finale: 19. August

### 4 × 100 m Staffel
| Platz | Land                   | Athletinnen                                                                                       | Zeit (s) |
| ----- | ---------------------- | ------------------------------------------------------------------------------------------------- | -------- |
| 1     | Ukraine                | Hanna Titimez Natalija Pohrebnjak Chrystyna Stuj Jelysaweta Bryshina                              | 43,33    |
| 2     | Vereinigte Staaten     | LaKya Brookins Shayla Mahan Christina Manning Tiffany Townsend (Finale) Aareon Payne (Vorlauf)    | 43,48    |
| 3     | Jamaika                | Shermaine Williams Carrie Russell Anneisha McLaughlin Anastasia Le-Roy                            | 43,57    |
| 4     | Vereinigtes Königreich | Amy Harris Margaret Adeoye Emily Diamond Ashleigh Nelson                                          | 44,01    |
| 5     | Thailand               | Jintara Seangdee Phatsorn Jaksuninkorn Tassaporn Wannakit Nongnuch Sanrat                         | 44,13    |
| 6     | Russland               | Juna Mechti-Sade Anna Kaigorodowa Julija Kaschina Jewgenija Poljakowa                             | 44,35    |
| 7     | Schweiz                | Joelle Curti Jacqueline Gasser Ellen Sprunger (Finale) Léa Sprunger Marlen Affentranger (Vorlauf) | 44,65    |
| 8     | Volksrepublik China    | Yu Lijuan Zhang Chan Jiang Shan Huang Yanli                                                       | 45,37    |

Finale: 21. August

### 4 × 400 m Staffel
| Platz | Land                   | Athletinnen                                                              | Zeit (min)  |
| ----- | ---------------------- | ------------------------------------------------------------------------ | ----------- |
| 1     | Russland               | Marina Karnauschtschenko Jelena Migunowa Xenija Ustalowa Olga Topilskaja | 3:27,16     |
| 2     | Vereinigtes Königreich | Kelly Massey Charlotte Best Meghan Beesley Emily Diamond                 | 3:33,09     |
| 3     | Volksrepublik China    | Ruan Zhuofen Zheng Zhihui Yang Qi Chen Jingwen                           | 3:34,09     |
| 4     | Südafrika              | Wenda Theron Alet van Wyk Sonja van Tonder Rorisang Ramonnye             | 3:34,59     |
| 5     | Schweiz                | Angela Klingler Jessica Martins Nora Farrag Valentine Arrieta            | 3:37,82     |
| 6     | Senegal                | Fatoumata Diop Fatou Diabaye Marietou Badji Mame Fatou Faye              | 3:43,15     |
|       | Türkei                 | Nagihan Karadere Merve Aydın Meliz Redif Pınar Saka                      | 3:30,14 DSQ |
|       | Kasachstan             |                                                                          | DNS         |
|       | Vereinigte Staaten     |                                                                          | DNS         |

21. August
Das Ergebnis des ursprünglich auf Platz 2 eingelaufenen türkischen Quartetts wurde später wegen einer positiven Dopingprobe von Pınar Saka gestrichen.

### Hochsprung
| Platz | Athletin           | Land | Höhe (m) |
| ----- | ------------------ | ---- | -------- |
| 1     | Brigetta Barrett   | USA  | 1,96 PB  |
| 2     | Airinė Palšytė     | LTU  | 1,96 =NR |
| 3     | Anna Iljuštšenko   | EST  | 1,94     |
| 4     | Irina Gordejewa    | RUS  | 1,86     |
| 5     | Magdalena Ogrodnik | POL  | 1,86     |
| 6     | Oldřiška Marešová  | CZE  | 1,86     |
| 7     | Wanida Boonwan     | THA  | 1,86     |
| 8     | Karolina Błażej    | POL  | 1,84     |
| 8     | Oksana Okunjewa    | UKR  | 1,84     |

Finale: 21. August

### Stabhochsprung
| Platz | Athletin              | Land | Höhe (m) |
| ----- | --------------------- | ---- | -------- |
| 1     | Alexandra Kirjaschowa | RUS  | 4,65 =PB |
| 2     | Tina Šutej            | SLO  | 4,55     |
| 3     | Katerina Stefanidi    | GRE  | 4,45 =PB |
| 4     | Sally Peake           | GBR  | 4,35 PB  |
| 5     | Joanna Piwowarska     | POL  | 4,35 SB  |
| 6     | Anna Battke           | GER  | 4,25     |
| 7     | Elena Scarpellini     | ITA  | 4,25     |
| 8     | Mélanie Blouin        | CAN  | 4,25 =PB |
| 8     | Marion Lotout         | FRA  | 4,25     |

Finale: 19. August

### Weitsprung
| Platz | Athletin            | Land | Weite (m) |
| ----- | ------------------- | ---- | --------- |
| 1     | Anna Nasarowa       | RUS  | 6,72      |
| 2     | Julija Pidluschnaja | RUS  | 6,56      |
| 3     | Melanie Bauschke    | GER  | 6,51      |
| 4     | Cornelia Deiac      | ROU  | 6,45      |
| 5     | Michelle Weitzel    | GER  | 6,43      |
| 6     | Amy Harris          | GBR  | 6,41      |
| 7     | Anna Jagaciak       | POL  | 6,40      |
| 8     | Chen Jiao           | CHN  | 6,29 =SB  |

Finale: 17. August

### Dreisprung
| Platz | Athletin            | Land | Weite (m) |
| ----- | ------------------- | ---- | --------- |
| 1     | Jekaterina Konewa   | RUS  | 14,25 PB  |
| 2     | Patrícia Mamona     | POR  | 14,23     |
| 3     | Cristina Bujin      | ROU  | 14,21     |
| 4     | Hanna Knjasjewa     | UKR  | 14,15     |
| 5     | Natalija Jastrebowa | UKR  | 14,04     |
| 6     | Natallja Wjatkina   | BLR  | 14,00     |
| 7     | Carmen Toma         | ROU  | 13,82     |
| 8     | Jenny Elbe          | GER  | 13.73     |

Finale: 20. August

### Kugelstoßen
| Platz | Athletin            | Land | Weite (m) |
| ----- | ------------------- | ---- | --------- |
| 1     | Irina Tarassowa     | RUS  | 18,02     |
| 2     | Sophie Kleeberg     | GER  | 17,48     |
| 3     | Meng Qianqian       | CHN  | 17,21     |
| 4     | Jewgenija Solowjowa | RUS  | 17,19     |
| 5     | Alena Kopez         | BLR  | 17,07     |
| 6     | Úrsula Ruiz         | ESP  | 17,02 PB  |
| 7     | Anita Márton        | HUN  | 17,01     |
| 8     | Simoné du Toit      | RSA  | 16,78 SB  |

20. August

### Diskuswurf
| Platz | Athletin          | Land | Weite (m) |
| ----- | ----------------- | ---- | --------- |
| 1     | Żaneta Glanc      | POL  | 63,99 PB  |
| 2     | Zinaida Sendriūtė | LTU  | 62,49 PB  |
| 3     | Swetlana Saikina  | RUS  | 60,81     |
| 4     | Wera Ganejewa     | RUS  | 60,29     |
| 5     | Jiang Fengjing    | CHN  | 59,65     |
| 6     | Li Wen-hua        | TPE  | 56,48 SB  |
| 7     | Fernanda Martins  | BRA  | 56,46     |
| 8     | Simoné du Toit    | RSA  | 53,97     |

17. August

### Hammerwurf
| Platz | Athletin            | Land | Weite (m) |
| ----- | ------------------- | ---- | --------- |
| 1     | Éva Orbán           | HUN  | 71,33 NR  |
| 2     | Bianca Perie        | ROU  | 71,18     |
| 3     | Hao Shuai           | CHN  | 69,37 PB  |
| 4     | Heather Steacy      | CAN  | 67,72     |
| 5     | Oxana Kondratjewa   | RUS  | 67,40     |
| 6     | Kateřina Šafránková | CZE  | 67,18     |
| 7     | Marina Marghieva    | MDA  | 65,83     |
| 8     | Joanna Fiodorow     | POL  | 63,40     |

Finale: 19. August
Der weiteste Wurf gelang der Moldauerin Zalina Marghieva mit 72,93 m, nach einem positiven Nachtest aus dem Jahr 2009 wurde ihr Ergebnis allerdings 2013 rückwirkend annulliert.

### Speerwurf
| Platz | Athletin          | Land | Weite (m) |
| ----- | ----------------- | ---- | --------- |
| 1     | Sunette Viljoen   | RSA  | 66,47 AR  |
| 2     | Marina Maximowa   | RUS  | 59,87     |
| 3     | Justine Robbeson  | RSA  | 59,78     |
| 4     | Wira Rebryk       | UKR  | 58,43     |
| 5     | Melissa Dupré     | BEL  | 58,25 NR  |
| 6     | Xue Juan          | CHN  | 54,20     |
| 7     | Maria Negoiţă     | ROU  | 53,55     |
| 8     | Elizabeth Gleadle | CAN  | 52,07     |

18. August

### Siebenkampf
| Platz | Athletin            | Land | Punkte  |
| ----- | ------------------- | ---- | ------- |
| 1     | Olga Kurban         | RUS  | 6151 SB |
| 2     | Viktorija Žemaitytė | LTU  | 5958    |
| 3     | Kateřina Cachová    | CZE  | 5873    |
| 4     | Blandine Maisonnier | FRA  | 5844    |
| 5     | Tilia Udelhoven     | GER  | 5741    |
| 6     | Jana Maksimawa      | BLR  | 5725    |
| 7     | Alexandra Butwina   | RUS  | 5703    |
| 8     | Jennifer Cotten     | CAN  | 5685 PB |

19./20. August

## Abkürzungen
- AR = Kontintentalrekord (englisch Area Record)
- NR = nationaler Rekord (englisch National Record)
- PB = persönliche Bestleistung (englisch Personal Best)
- SB = persönliche Saisonbestleistung (englisch Season Best)
- DNS = nicht angetreten (englisch Did Not Start)
- DSQ = disqualifiziert (englisch Disqualified)